# ジェラルド・レヴァート
ジェラルド・レヴァート（Gerald Levert、1966年7月13日 – 2006年11月10日）は、アメリカ合衆国の音楽一家として名高いレヴァート一家出身のR&B歌手。父親は1970年代を先導したソウル・グループのオージェイズでボーカルだったエディ・レヴァート。ジェラルドはマーク・ゴードンと弟シーンとの3人でトリオ「レヴァート」を組んだ。また、キース・スウェット、ジョニー・ギルとともにR&Bグループの「LSG」を組みもした。
1980年代から1990年代初頭にかけて、レヴァートはヒット曲を連発した。例を挙げれば「Baby Hold On to Me」「Pop, Pop, Pop, Pop (Goes My Mind)」「Casanova」や「ABC-123」(ジャクソン5に同名の曲があるが、全く別の曲である)などがある。
他のミュージシャンに曲の提供もしており、バリー・ホワイトの久しぶりのヒットとなった「Practice What You Preach」(1994年)も手掛けた。
ソロ・アーティストとしても「I'd Give Anything (to Fall in Love)」「You Got That Love」「Funny」「Mr. Too Damn Good to You」といったヒットを飛ばした。また、クリス・ロックのコメディ・ソング「No Sex (In the Champagne Room)」ではコーラスを担当するなど活躍の幅も広かった。ジェラルドと父エディは時に一緒に活動をすることもあり、アルバム『Father and Son』では親子の共演も聴くことができる。
一方で、新しい才能の発掘も行い、1990年代に活躍したMen at LargeとThe Rude Boyzという2つのR&Bグループを世に送り出した。
ジェラルドは4人の子供に恵まれた。2005年、娘のCarlysiaがMTVの企画『My Super Sweet 16』に出演し歌を披露、一家の音楽の才能を見せた。
2006年ジェラルドは、オハイオ州クリーブランドの自宅で、心臓発作で亡くなった。『Sister 2 Sister』誌によると、それはネルソン・マンデラとも会った南アフリカ10日間の旅行から戻った直後のことだった。

## ディスコグラフィ

### ソロ・アルバム
- 『プライヴェート・ライン』 - Private Line (1991年)
- 『グルーヴ・オン』 - Groove On (1995年)
- Father and Son (1995年)
- 『愛ゆえに』 - Love & Consequences (1998年)
- G (1999年)
- Gerald's World (2001年)
- The G Spot (2002年)
- A Stroke of Genius (2003年)
- Do I Speak for the World (2004年)
- Voices (2005年)
- In My Songs (2007年)

### レヴァート
- 『アイ・ゲット・ホット』 - I Get Hot (1985年)
- 『ブラッドライン』 - Bloodline (1986年)
- 『ビッグ・スロウダウン』 - The Big Throwdown (1987年)
- 『ジャスト・クーリン』 - Just Coolin' (1988年)
- 『ロープ・ア・ドープ・スタイル』 - Rope A Dope Style (1990年)
- 『フォー・リアル』 - For Real Tho' (1993年)
- 『ホール・シナリオ』 - The Whole Scenario (1997年)

### LSG
- 『レヴァート、スウェット、ギル』 - Levert.Sweat.Gill (1997年)
- 『LSG2』 - LSG2 (2003年)

### R&B トップ・テン・シングル
レヴァート
- "Pop, Pop, Pop,(PopGoes My Mind)" (1986年)
- "Casanova" (1987年)
- "My Forever Love" (1987年)
- "Sweet Sensation" (1988年)
- "Addicted to You" (1988年)
- "Just Coolin'" (1989年) ※with Heavy D
- "Gotta Get The Money" (1989年)
- "Rope A Dope Style" (1990年)
- "All Season" (1990年)
- "Baby I'm Ready" (1991年)
- "Abc-123" (1993年)

LSG
- "My Body" (1997年)

ソロまたはデュエット
- "That's What Love Is" (1988年) ※ミキ・ハワードとの共作
- "Private Line" (1991年)
- "Baby Hold On To Me" (1992年) ※エディ・レヴァートとの共作
- "School Me" (1992年)
- "Can You Handle It" (1992年)
- "I'd Give Anything" (1994年)
- "Already Missing You" (1995年) ※エディ・レヴァートとの共作
- "Thinkin' Bout It" (1998年)
- "Taking Everything" (1999年)